# Dolichopeza (Dolichopeza) setistyla
Dolichopeza (Dolichopeza) setistyla is een tweevleugelige uit de familie langpootmuggen (Tipulidae). De soort komt voor in het Australaziatisch gebied.